# Червоні погони
«Червоні погони» (рос. «Алые погоны») — радянський трисерійний телефільм за мотивами однойменної повісті  Б. В. Ізюмського. Знятий у 1980 році на кіностудії імені О. П. Довженка режисером Олегом Гойдою. Друга екранізація повісті (перша, «Честь товариша», була 1953 року).

## Сюжет
Фільм розповідає про долю вихованців суворовського училища, які гідно прийняли естафету від своїх командирів у роки Великої Вітчизняної війни, і про новочасну армію, формування характерів, виховання мужності молодих воїнів.

## У ролях
- Олексій Серебряков — Володимир Ковальов, суворовець
- Ігор Шептицький — Артем Каменюка, суворовець
- Альоша Варвашеня — Арсеній Самсонов, суворовець
- Сергій Пісунов — Кирило Голіков, суворовець
- Дмитро Палєєв-Барманський — Максим Гуриба, суворовець
- Володимир Станкевич — Семен Гербов, суворовець
- Вадим Кузнецов — Геннадій Пашков, суворовець
- Віталій Агарков — Павлик Авілкін, суворовець
- Закро Сахвадзе — Дадіко Мамуашвілі, суворовець
- Микита Миронюк — Петя Рогов, суворовець
- Михайло Кузнєцов — генерал Полуектов
- Афанасій Кочетков — Олексій Миколайович Бєсєда, капітан
- Леонід Бакштаєв — Сергій Павлович Боканов, капітан
- Віктор Мірошниченко — старшина Привалов
- Юрій Прохоров — старший лейтенант Стрепух
- Олександр Граве — Семен Герасимович Гаршев, учитель математики
- Маргарита Кошелєва — Тетяна Михайлівна, вчителька німецької
- Анатолій Грачов — полковник Ковальов
- Євген Леонов-Гладишев — лейтенант Олександр Іванович Санчілов
- Олександр Галибін — рядовий Микола Груньов
- Олександр Кавалєров — рядовий Віктор Дроздов
- Руслан Ісламов — рядовий Азат Бєсков
- Олександр Мовчан — Аким Семенович Крамов, прапорщик
- Олексій Ізвєков — суворовець
- Владлен Давидов — Степан Тимофійович Пашков, генерал-майор
- Костянтин Степанков — майор

## Знімальна група
- Автори сценарію:  Артур Войтецький,  Борис Ізюмський
- Режисер:  Олег Гойда
- Оператор: Юрій Гармаш
- Художники:  Сергій Бржестовський, Віталій Шавель
- Композитор:  Володимир Дашкевич